# Aagot Støkken
Aagot Kristine Støkken, född 13 juli 1923 i Kristiania (nuvarande Oslo), död där 4 februari 2008, var en norsk skådespelare.
Støkken var 1947–1958 engagerad vid Det Nye Teater och därefter vid Folketeatret, Trøndelag Teater och Den Norske Opera & Ballett. Hon medverkade i sex filmer 1946–1975 och debuterade i Jag var fånge på Grini.
Aagot Støkken ligger begravd på Vestre gravlund i Oslo.

## Filmografi
- 1946 – Jag var fånge på Grini
- 1957 – Hjemme hos oss. Husmorfilmen 1957.
- 1958 – Ut av mørket
- 1971 – Full utrykning
- 1973 – To fluer i ett smekk
- 1975 – Skraphandlerne